# Timur Morgunov
Timur Igorevitj Morgunov, född 12 oktober 1996 i Kopejsk, är en rysk stavhoppare. Hans främsta merit är ett silver från Europamästerskapen i friidrott 2018 i Berlin då han nådde sex meter.